# Ten Tonne Skeleton
Ten Tonne Skeleton è un singolo del gruppo musicale britannico Royal Blood, pubblicato il 5 settembre 2014 come secondo estratto dal primo album in studio Royal Blood.

## Video musicale
Il video, diretto da Never Ending Fun, è stato reso disponibile il 9 ottobre 2014 attraverso il canale YouTube del duo.

## Tracce
Download digitale, CD promozionale (Regno Unito)
1. Ten Tonne Skeleton – 3:07

7" (Regno Unito)
- Lato A

1. Ten Tonne Skeleton – 3:07

- Lato B

1. One Trick Pony – 3:32

## Formazione
Gruppo
- Mike Kerr – voce, basso
- Ben Thatcher – batteria

Produzione
- Royal Blood – produzione
- Tom Dalgety – produzione, registrazione, missaggio
- John Davis – mastering

## Classifiche
| Classifica (2014) | Posizione massima |
| ----------------- | ----------------- |
| Belgio (Fiandre)  | 56                |
| Regno Unito       | 186               |

## Date di pubblicazione
| Paese       | Data di pubblicazione | Formato |
| ----------- | --------------------- | ------- |
| Italia      | 5 settembre 2014      | Airplay |
| Regno Unito | 1º dicembre 2014      | 7"      |